# Persone di nome Kazimierz
| Questa pagina contiene informazioni ricavate automaticamente dalle voci biografiche con l'ausilio del template Bio e di un bot. L'aggiornamento è periodico e automatico e ricostruisce completamente la pagina. Se manca una persona in questa lista, sei pregato di non aggiungerla, ma accertati piuttosto che la sua voce biografica contenga il template Bio e che i dati anagrafici siano correttamente compilati. Se il template Bio manca, inseriscilo tu stesso o, in alternativa, metti l'avviso {{tmp\|Bio}} che ne segnala la mancanza. Se i dati riportati sono sbagliati, correggi direttamente la voce biografica; le modifiche saranno visibili in questa lista entro pochi giorni. Per chiarimenti vedi il progetto antroponimi. La lista contiene solo le 61 persone che sono citate nell'enciclopedia e per le quali è stato implementato correttamente il template Bio. Pagina aggiornata al 6 mag 2025. |

Questa è una lista di persone presenti nell'enciclopedia che hanno il nome Kazimierz, suddivise per attività principale.

## Allenatori di calcio(2)
- Kazimierz Górski, allenatore di calcio e calciatore polacco (Leopoli, n. 1921 - Varsavia, † 2006)
- Kazimierz Moskal, allenatore di calcio e ex calciatore polacco (Sułkowice, n. 1967)

## Archeologi(1)
- Kazimierz Michałowski, archeologo e egittologo polacco (Ternopil', n. 1901 - Varsavia, † 1981)

## Arcivescovi cattolici(2)
- Kazimierz Roch Dmochowski, arcivescovo cattolico polacco (Zabłocie, n. 1780 - San Pietroburgo, † 1851)
- Kazimierz Jan Majdański, arcivescovo cattolico polacco (Małgów, n. 1916 - Łomianki, † 2007)

## Astronomi(1)
- Kazimierz Kordylewski, astronomo polacco (Poznań, n. 1903 - Cracovia, † 1981)

## Attori(1)
- Casey Siemaszko, attore statunitense (Chicago, n. 1961)

## Calciatori(6)
- Kazimierz Deyna, calciatore polacco (Starogard Gdański, n. 1947 - San Diego, † 1989)
- Kazimierz Frąckiewicz, ex calciatore e allenatore di calcio polacco (Pułtusk, n. 1939)
- Kazimierz Kmiecik, ex calciatore polacco (Węgrzce Wielkie, n. 1951)
- Kazimierz Lis, calciatore polacco (n. 1910 - † 1988)
- Kazimierz Przybyś, ex calciatore polacco (Radom, n. 1960)
- Kazimierz Sokołowski, ex calciatore polacco (Stettino, n. 1963)

## Cardinali(2)
- Kazimierz Nycz, cardinale e arcivescovo cattolico polacco (Stara Wieś, n. 1950)
- Kazimierz Świątek, cardinale e arcivescovo cattolico bielorusso (Valga, n. 1914 - Pinsk, † 2011)

## Cestisti(1)
- Kazimierz Frelkiewicz, ex cestista polacco (Pogrzybów, n. 1940)

## Chimici(2)
- Kazimierz Fajans, chimico e fisico polacco (Varsavia, n. 1887 - Ann Arbor, † 1975)
- Kazimierz Funk, chimico polacco (Varsavia, n. 1884 - Albany, † 1967)

## Compositori(1)
- Kazimierz Serocki, compositore polacco (Toruń, n. 1922 - Varsavia, † 1981)

## Direttori d'orchestra(1)
- Kazimierz Kord, direttore d'orchestra polacco (Podgórze, n. 1930 - † 2021)

## Filosofi(3)
- Kazimierz Ajdukiewicz, filosofo e logico polacco (Ternopil', n. 1890 - Varsavia, † 1963)
- Kazimierz Kelles-Krauz, filosofo polacco (Szczebrzeszyn, n. 1872 - Vienna, † 1905)
- Kazimierz Twardowski, filosofo e logico polacco (Vienna, n. 1866 - Leopoli, † 1938)

## Fotografi(1)
- Kazimierz Nowak, fotografo polacco (Stryj, n. 1897 - Poznań, † 1937)

## Generali(3)
- Kazimierz Fabrycy, generale polacco (Odessa, n. 1888 - Londra, † 1958)
- Kazimierz Pułaski, generale polacco (Varsavia, n. 1745 - Thunderbolt, † 1779)
- Kazimierz Łukoski, generale polacco (Sokół, n. 1890 - Charkiv, † 1940)

## Giocatori di calcio a 5(1)
- Kazimierz Kucharski, ex giocatore di calcio a 5 polacco (n. 1968)

## Giornalisti(1)
- Kazimierz Sakowicz, giornalista polacco (n. 1899 - † 1944)

## Ingegneri(2)
- Kazimierz Leski, ingegnere, militare e agente segreto polacco (Varsavia, n. 1912 - † 2000)
- Kazimierz Piechowski, ingegnere polacco (Rajkowy, n. 1919 - Danzica, † 2017)

## Inventori(1)
- Kazimierz Prószyński, inventore polacco (Varsavia, n. 1875 - Mauthausen, † 1945)

## Lottatori(1)
- Kazimierz Lipień, lottatore polacco (n. 1949 - New York, † 2005)

## Matematici(1)
- Kazimierz Kuratowski, matematico polacco (Varsavia, n. 1896 - Varsavia, † 1980)

## Mezzofondisti(2)
- Kazimierz Kucharski, mezzofondista e velocista polacco (Luków, n. 1909 - Varsavia, † 1995)
- Kazimierz Zimny, mezzofondista polacco (Tczew, n. 1935 - † 2022)

## Militari(2)
- Kazimierz Nestor Sapieha, militare polacco (Brėst, n. 1757 - Vienna, † 1798)
- Kazimierz Świtalski, ufficiale e politico polacco (Sanok, n. 1886 - Varsavia, † 1962)

## Nobili(3)
- Kazimierz Poniatowski, nobile e generale polacco (Varsavia, n. 1721 - Varsavia, † 1800)
- Kazimierz Jan Sapieha, nobile e ufficiale polacco (n. 1637 - Hrodna, † 1720)
- Kazimierz Leon Sapieha, nobile e generale polacco (n. 1697 - † 1738)

## Pittori(2)
- Kazimierz Alchimowicz, pittore polacco (Dziembrów, n. 1840 - Varsavia, † 1916)
- Kazimierz Zieleniewski, pittore polacco (Tomsk, n. 1888 - Napoli, † 1931)

## Poeti(1)
- Kazimierz Przerwa-Tetmajer, poeta, scrittore e giornalista polacco (Ludźmierz, n. 1865 - Varsavia, † 1940)

## Politici(6)
- Kazimierz Badeni, politico polacco (Surochów, n. 1846 - Krasne, † 1909)
- Kazimierz Bartel, politico e matematico polacco (Leopoli, n. 1882 - Leopoli, † 1941)
- Kazimierz Marcinkiewicz, politico polacco (Gorzów Wielkopolski, n. 1959)
- Kazimierz Pużak, politico polacco (Ternopil', n. 1883 - Rawicz, † 1950)
- Kazimierz Sabbat, politico polacco (Bieliny Kapitulne, n. 1913 - Londra, † 1989)
- Kazimierz Sosnkowski, politico e generale polacco (Varsavia, n. 1885 - Arundel, † 1969)

## Pugili(2)
- Kazimierz Paździor, pugile polacco (Radom, n. 1935 - Breslavia, † 2010)
- Kazimierz Szczerba, ex pugile polacco (Ciężkowice, n. 1954)

## Schermidori(3)
- Kazimierz Barburski, schermidore polacco (Łódź, n. 1942 - † 2016)
- Kazimierz Laskowski, schermidore polacco (Troick, n. 1899 - Varsavia, † 1961)
- Kazimierz Szempliński, schermidore polacco (Varsavia, n. 1899 - Varsavia, † 1971)

## Scrittori(3)
- Kazimierz Bein, scrittore, medico e esperantista polacco (n. 1872 - Łódź, † 1959)
- Kazimierz Brandys, scrittore polacco (Łódź, n. 1916 - Parigi, † 2000)
- Kazimierz Brodziński, scrittore polacco (Królówka, n. 1791 - Dresda, † 1835)

## Sollevatori(1)
- Kazimierz Czarnecki, ex sollevatore polacco (Ostróda, n. 1948)

## Vescovi cattolici(2)
- Kazimierz Gurda, vescovo cattolico polacco (Książnice Wielkie, n. 1953)
- Kazimierz Romaniuk, vescovo cattolico e biblista polacco (Hołowienko, n. 1927 - Varsavia, † 2025)